# Els herois de Kelly
Els herois de Kelly (títol original en anglès Kelly's Heroes) és una pel·lícula del 1970, dirigida per Brian G. Hutton, protagonitzada per Clint Eastwood, Donald Sutherland, Telly Savalas, Don Rickles, Carroll O'Connor, Harry Dean Stanton, Gavin MacLeod, Stuart Margolin i Karl-Otto Alberty en els papers principals. Està doblada al català.
Tracta sobre un grup de soldats estatunidencs de la Segona Guerra Mundial que deserten per robar un banc darrere les línies enemigues.

## Argument
A França, durant la Segona Guerra Mundial, Kelly (Clint Eastwood), un ex tinent degradat a soldat com a cap-de-turc, captura al coronel Dankhopf (David Hurst) de la intel·ligència alemanya. Quan Kelly descobreix que el seu presoner té un lingot d'or, el fa beure fins a emborratxar-lo per obtenir informació. Abans de morir accidentalment per l'atac d'un Panzer VI Tiger alemany, el begut Dankhopf diu que hi ha 14.000 lingots d'or guardats en un banc, a 30 milles de les línies enemigues, a la ciutat de Clermont-en-Argonne.
Kelly recluta la resta del seu escamot, inclòs l'escèptic sergent "Big Joe" (Telly Savalas), per a desertar i robar l'or. Finalment, d'altres són contractats (o es conviden ells mateixos) per dur a terme el pla, com ara l'oportunista sergent d'Intendència Crapgame, que anomenen Xoriço (Don Rickles), un excèntric comandant d'un tanc Sherman, "Oddball" (Donald Sutherland), i un seguit de soldats d'infanteria competents cansats de la guerra.
Els adversaris seran els soldats de la Wehrmacht. De totes maneres, ràpidament es veu clar que la diversitat dels membres de l'expedició ja és un obstacle en ella mateixa. Un avió de combat aliat els confon amb soldats alemanys, obre foc i destrueix bona part de l'equip. Quan els missatges de ràdio interceptats de la incursió no autoritzada criden l'atenció d'un general de divisió estatunidenc, Colt (Carroll O'Connor), aquest els pren per un grup de valents soldats que busquen afavorir l'avenç aliat sobre Alemanya; Colt es dirigeix personalment al punt d'encontre dels desertors.
Els homes de Kelly competeixen per arribar a la ciutat francesa abans que el seu propi exèrcit. Allà, troben el banc amb l'or, defensat per tres enormes tancs Panzer VI Tiger, amb el suport d'infanteria. Els americans són capaços de desfer-se de tots, amb l'excepció d'un dels Tiger, estacionat davant del banc per defensar-lo. Impotents per derrotar el gegant blindat, Kelly, Oddbal i Big Joe ofereixen al comandant del tanc alemany (Karl-Otto Alberty) i a la seva tripulació una part del botí. Finalment, es divideixen l'or entre tots ($875.000 per lot) i fugen per camins separats, just a temps per evitar trobar-se amb el general Colt, que en la seva entrada triomfal a Clermont, encara no s'ha adonat del robatori.

## Repartiment
- Clint Eastwood - Soldat Kelly
- Telly Savalas - Sergent Major Big Joe
- Don Rickles - Sergent Crapgame (Xoriço)
- Carroll O'Connor - Major General Colt
- Donald Sutherland - Sergent Oddball
- Gavin MacLeod - Soldat Moriarty
- Harry Dean Stanton - Soldat Willard
- Karl-Otto Alberty - Waffen SS-Oberscharführer
- Stuart Margolin - Soldat "Little Joe"
- Jeff Morris - Soldat "Cowboy"
- Hal Buckley - Capità Maitland
- Dick Balduzzi - Soldat Fisher
- Richard Davalos - Soldat Gutowski
- Gene Collins - Soldat "Barbara" Babra
- Perry López - Soldat Petuko
- Len Lesser Bellamy - Sergent de la Unitat de Reducció d'Enginyers 42a.
- David Hurst - Coronel Dunkhopf (oficial d'intel·ligència alemany)
- George Savalas - Sergent primer Mulligan
- Ross Elliott - Major Booker
- Tom Troupe - Caporal amic d'en Big Joe

Yves Montand apareix sense acreditar com a Waffen-SS Sturmbannführer, en una escena amb Karl-Otto Alberty.

## Comentaris
La pel·lícula va ser filmada a la República Federal de Iugoslàvia, a les regions que actualment són els països independents de Bòsnia i Hercegovina, Croàcia i Sèrbia. Això es deu al fet que els guanys d'anteriors projeccions de pel·lícules a Iugoslàvia no podien treure's del país, però si que podien ser utilitzats per al finançament de noves produccions.
Anys després de l'estrena de la pel·lícula, Clint Eastwood va afirmar que l'estudi de cinema (MGM) va fer retallades addicionals a la versió final de la pel·lícula de Hutton, eliminant escenes que donaven profunditat als personatges principals. Els muntatges resultants, segons Eastwood, van fer que els personatges semblessin un munt de ganduls de la Segona Guerra Mundial.
Hi ha una inclinació cap als spaghetti westerns d'Eastwood en l'enfrontament amb el tanc Tiger — un remake virtual del final de Il buono, il brutto, il cattivo, directament fins a la partitura musical-.
Aquest film va ser produït i llençat durant la Guerra del Vietnam, i en el seu clima polític i cultural, igual que M*A*S*H.
Les tropes dels EUA porten la insígnia de la 35a Divisió d'Infanteria. Aquesta unitat era realment a la zona de Nancy (França) el setembre del 1944. La pel·lícula també utilitza tancs autèntics M4 Sherman (de les reserves de l'exèrcit iugoslau). Els tres tancs Tiger que es van utilitzar per a la pel·lícula, en canvi, eren en realitat tres tancs T-34 ex-soviètics, convertits en gran detall per especialistes de l'exèrcit iugoslau, per a la pel·lícula La batalla del riu Neretva (1969).
La pel·lícula va ser votada en el número 34 en el 100 millors pel·lícules de guerra de tots els temps de Channel 4.
La fotografia és del mexicà Gabriel Figueroa.

## Partitura musical i banda sonora
El tema principal de la pel·lícula (tant al principi com al final) és "Burning Bridges", cantat per The Mike Curb Congregation amb música de Lalo Schifrin. També hi ha una interpretació esporàdica al fons, prop de la meitat del film. La gravació de The Mike Curb Congregation de "Burning Bridges" va arribar al número 34 en la taula de senzills Billboard Hot 100 el 6 de març del 1971.
La banda sonora per a la pel·lícula conté la cançó "All For the Love of Sunshine", que es va convertir en el senzill de country número 1 de Hank Williams, Jr.. La inclusió de la cançó és un dels molts anacronismes de la pel·lícula, ja que no es va publicar fins al 1970, 25 anys després del final de la guerra.
El tema titulat "Tiger Tank" de la partitura de Schifrin, apareix a Inglourious Basterds de Quentin Tarantino.